# Ceratolobus
Ceratolobus ist eine Pflanzengattung innerhalb der Familie der Palmengewächse. Diese kletternden Palmen kommen in Südostasien vor.

## Beschreibung

### Habitus
Die Vertreter sind schlanke, mehrstämmige, kletternde Rattanpalmen. Sie sind bewehrt, mehrmals blühend und zweihäusig getrenntgeschlechtig (diözisch). Der Stamm verkahlt mit der Zeit. Er besitzt lange Internodien und auffällige Blattnarben. Aus Schnittwunden tritt manchmal ein weißer Schleim aus. 

### Chromosomensätze
Die Chromosomenzahl beträgt 2n = 26.

### Blätter
Die Blätter sind gefiedert. An adulten, kletternden Sprossachsen tragen sie eine Ranke (Cirrhus). Die Blattscheide ist röhrig und mit Dornen oder kleinen Stacheln besetzt. Diese stehen häufig in Wirteln. Die Scheide ist häufig stark behaart. Ein Knie ist vorhanden, manchmal aber recht schwach ausgeprägt. Die Ochrea ist unauffällig. Der Blattstiel kann fehlen. Wenn er vorhanden ist, ist er an der Oberseite flach, an der Unterseite abgerundet und bewehrt. Die Ranke und der distale Teil der Rhachis sind an der Unterseite mit regelmäßig angeordneten Hakendornen besetzt. Es gibt relativ wenige Fiederblättchen. Diese sind linealisch bis lanzettlich und ganzrandig, oder rhombisch und ausgefranst. Sie stehen regelmäßig oder in Gruppen. Beim Austrieb haben die Blätter einen pinken Farbstich.

### Blütenstände
Die Blütenstände stehen achselständig, sind aber mit dem Internodium und der Blattscheide des folgenden Blattes verwachsen. Sie sind sitzend und aufrecht, oder hängend an einem langen, schlanken Blütenstandsstiel. Der gesamte Blütenstand ist deutlich kürzer als die Laubblätter. 
Ein männlicher Blütenstand besitzt drei Ordnungen von Achsen, ein weiblicher zwei. Das Vorblatt ist ausdauernd, häutig bis fast holzig, abgeflacht-röhrig mit seitlichen Flügeln und einem endständigen Schnabel. Das Vorblatt umschließt den Blütenstand vollständig und öffnet sich zur Anthese mit zwei seitlichen Schlitzen am Schnabel. Dies ist während der Blüte und dem frühen Fruchtstadium der einzige Zugang zu den Blüten. Das Vorblatt ist unbewehrt oder mit zerstreuten Dornen bewehrt. Häufig ist es mit einem Indument versehen. Zur Fruchtreife reißt das Vorblatt häufig längs auf, seltener fällt es ab. Weibliche und männliche Blütenstände lassen sich ohne Öffnen des Vorblattes nicht unterscheiden. 
Am Blütenstandsstiel gibt es keine Hochblätter. Die Hochblätter an der Blütenstandsachse sind unauffällig, röhrig und tragen wie auch das Vorblatt in der Achsel eine Seitenachse erster Ordnung. 

### Blüten
Die männlichen Blüten stehen einzeln in annähernd zweizeiliger Anordnung (subdistich) eher entfernt voneinander an den Achsen. Jede besitzt ein häutiges, dreieckiges Tragblatt und eine zweikielige Vorblatt-Brakteole. Der Kelch ist röhrig mit drei kurzen, dreieckigen Lappen. Die drei Kronblätter sind bootförmig, valvat und an der Basis kurz verwachsen. Die sechs Staubblätter setzen an der Basis der Krone an. Ihre Filamente sind kurz und fleischig, die Antheren sind linealisch und latrors. Das Stempelrudiment ist dreilappig und sehr klein. Der Pollen ist ellipsoidisch und bi-symmetrisch. Die Keimöffnungen sind äquatorial disulcat. 
Die weiblichen Blüten stehen zusammen mit einer sterilen männlichen Blüte und zwei zweikieligen Vorblatt-Brakteolen in einem Becher, der vom Tragblatt gebildet wird. Die sterile männliche Blüte ähnelt einer fertilen, hat aber leere Antheren und ist gestielt. Die weiblichen Blüten sind größer als die männlichen. Der Kelch ist röhrig mit drei kurzen, dreieckigen Lappen. Die Krone ist in drei valvate, dreieckige Lappen unterteilt. Die sechs Staminodien stehen epipetal. Das Gynoeceum ist unvollständig dreifächrig mit drei Samenanlagen. Es ist kugelig oder ellipsoidisch, mit Schuppen bedeckt und trägt drei Narben, die fleischig und zurückgebogen sind und an einem kurzen Griffel stehen. Die Samenanlage setzt basal an und ist anatrop.

### Früchte und Samen
Die Frucht ist einsamig, kugelig bis ellipsoidisch und trägt an der Spitze Narbenreste. Das Exokarp ist mit senkrechten Reihen von nach unten weisenden Schuppen besetzt. Das Mesokarp ist dünn und zur Reife papierartig. Ein Endokarp ist nicht ausgebildet. Der Samen ist basal befestigt, er ist kugelig bis ellipsoidisch. Er besitzt eine dünne oder dicke, sauer oder süß schmeckende Sarkotesta. Das Endosperm ist homogen oder gefurcht. 

## Verbreitung und Standorte
Die Gattung kommt in den perhumiden Gebieten der Sundainseln vor: auf der Malaiischen Halbinsel, Sumatra, Borneo und Java. Die Arten wachsen hier im Tiefland- und Hügel-Regenwald bis in 1000 m Seehöhe. Sie sind meist auf den Flügelfruchtgewächse-Wald beschränkt, allerdings kommt Ceratolobus subangulatus auch in den Heidewäldern von Sarawak vor. 

## Systematik
Die Gattung Ceratolobus wurde 1830 durch Carl Ludwig von Blume in Roemer und Schultes: Systema vegetabilium: secundum classes, ordines, genera, species, Auflage 15 bis, Band 7 Teil 2, Seite 80 aufgestellt.
Die Gattung Ceratolobus Blume gehört zur Subtribus Calaminae der Tribus Calameae in der Unterfamilie Calamoideae innerhalb der Familie Arecaceae. Innerhalb der Subtribus bildet sie mit Daemonorops und Pogonotium eine monophyletische Klade.
Die Gattung umfasst etwa sechs Arten. Sie werden aber in die Gattung Calamus gestellt:
- Ceratolobus concolor Blume: Die Heimat ist Sumatra und Borneo.
- Ceratolobus discolor Becc.: Die Heimat ist das westliche Sumatra und Borneo.
- Ceratolobus glaucescens Blume: Die Heimat ist das westliche Java.
- Ceratolobus kingianus Becc. & Hook. f.: Die Heimat ist Malaysia.
- Ceratolobus pseudoconcolor J.Dransf.: Die Heimat ist Sumatra und Java.
- Ceratolobus subangulatus (Miq.) Becc.: Die Heimat ist Thailand bis Malesien.